# Coccygodes townesorum
Coccygodes townesorum är en stekelart som beskrevs av De Santis 1967. Coccygodes townesorum ingår i släktet Coccygodes och familjen brokparasitsteklar. Inga underarter finns listade i Catalogue of Life.